# Château La Louvière
Le château La Louvière est un château et un domaine viticole de l'appellation Pessac-Léognan, situé sur la commune de Léognan, en Gironde.

## Histoire

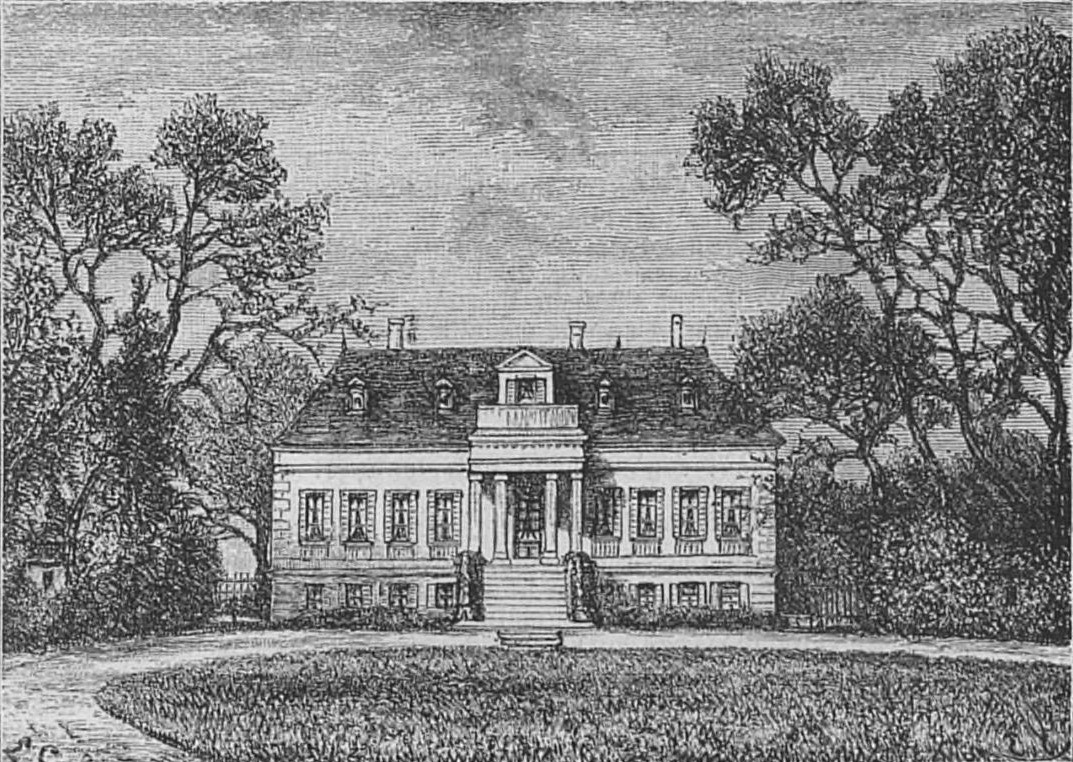
Illustration du Château La Louvière en 1893.

Une maison noble était surement préexistante au château actuel. Après avoir été la propriété des Chartreux de Bordeaux au XVIIe siècle, l'édifice est vendu comme bien national à la Révolution. L'acquéreur est le riche négociant et armateur Jean-Baptiste Mareilhac.
Entre 1791 et 1799, il fait reconstruire l'édifice par l'architecte François Lhote dans un style néoclassique. Les grisailles et plafonds du salon rotonde sont décorés par le peintre d'origine flamande François-Louis Lonsing. Mais victime d’un empoisonnement, dû au maniement de pigments toxiques, composants alors les peintures, cet artiste ne peut achever ses travaux et meurt à La Louvière au printemps 1799. C'est le peintre bordelais Pierre Lacour qui achève les travaux.
La famille Mareilhac reste propriétaire du domaine pendant une grande partie du XIXe siècle. Alfred Mareilhac, petit-fils de Jean-Baptiste obtint en 1869 une « médaille d’or » décernée par le Ministère de l’Agriculture en 1869.
En 1911, le domaine est racheté par Alfred Bertrand-Taquet, parisien d’origine, actionnaire de la Revue Vinicole. Il assure la gestion jusqu’en 1944.
Enfin, en 1965, André Lurton, viticulteur originaire de Grézillac, acquiert à son tour la propriété jusqu’à son décès en 2019.

## Architecture
L'édifice se présente sous une forme rectangulaire et possède des colonnes ioniques. La disposition des dépendances et du château permet de mettre au jour une cour d'honneur.

### Protection
Le château est classé au titre des monuments historiques le 13 septembre 1991.

### Le château autrefois

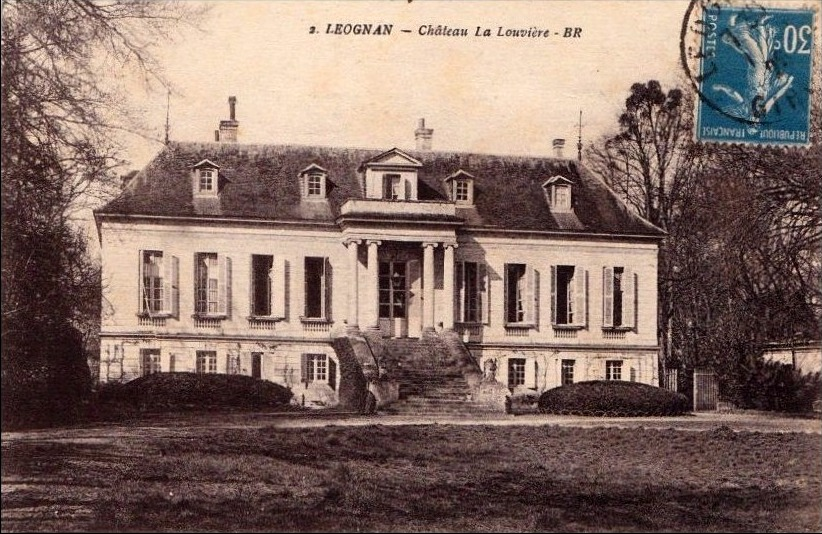
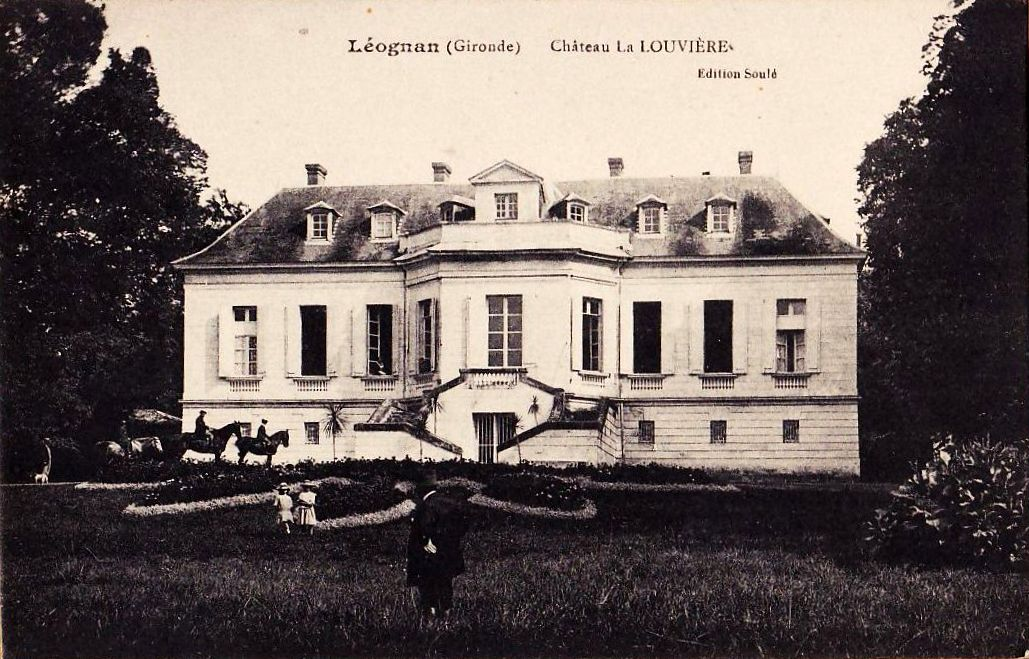

## Les bâtiments techniques

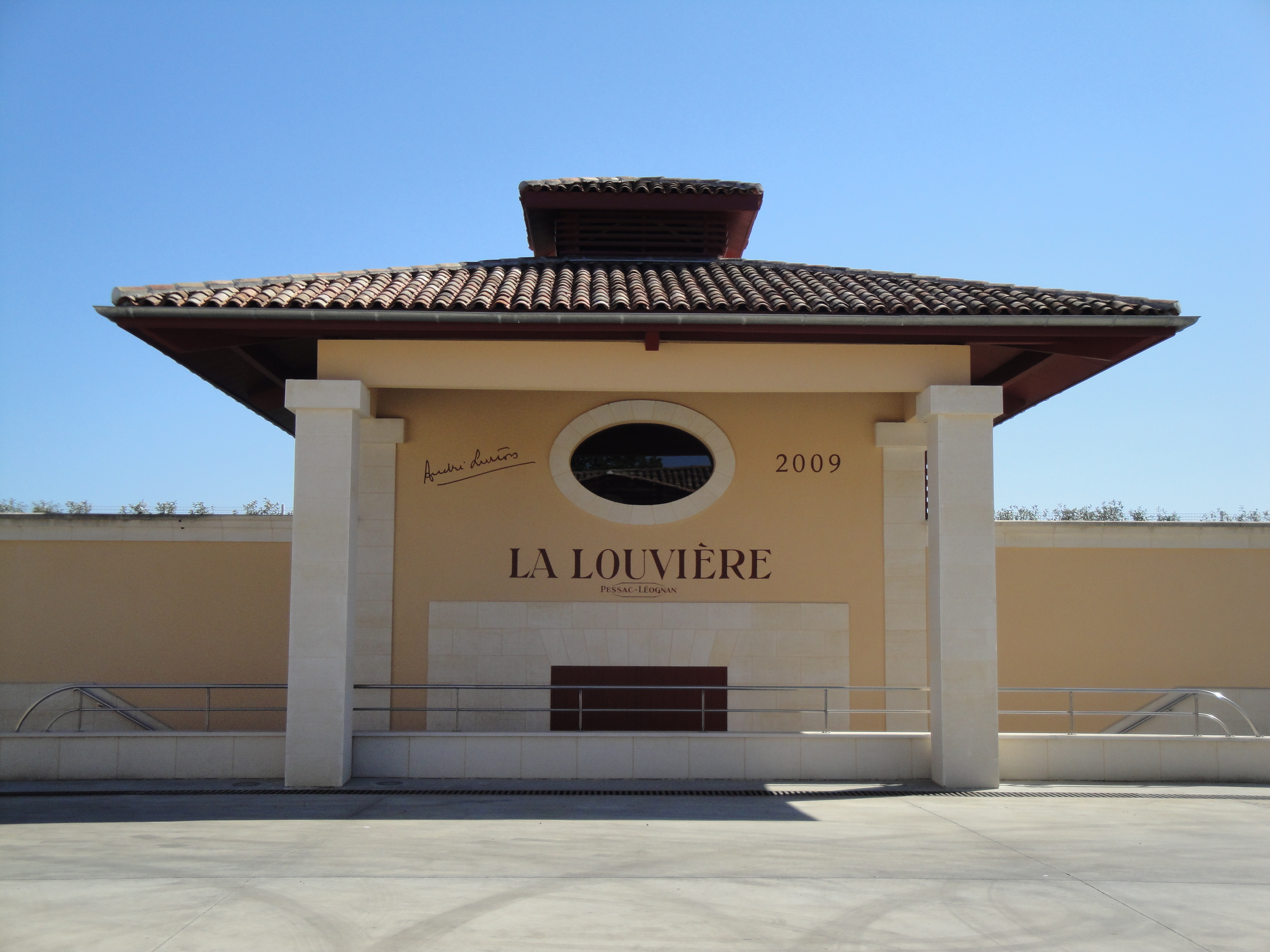
L'entrée du chai.
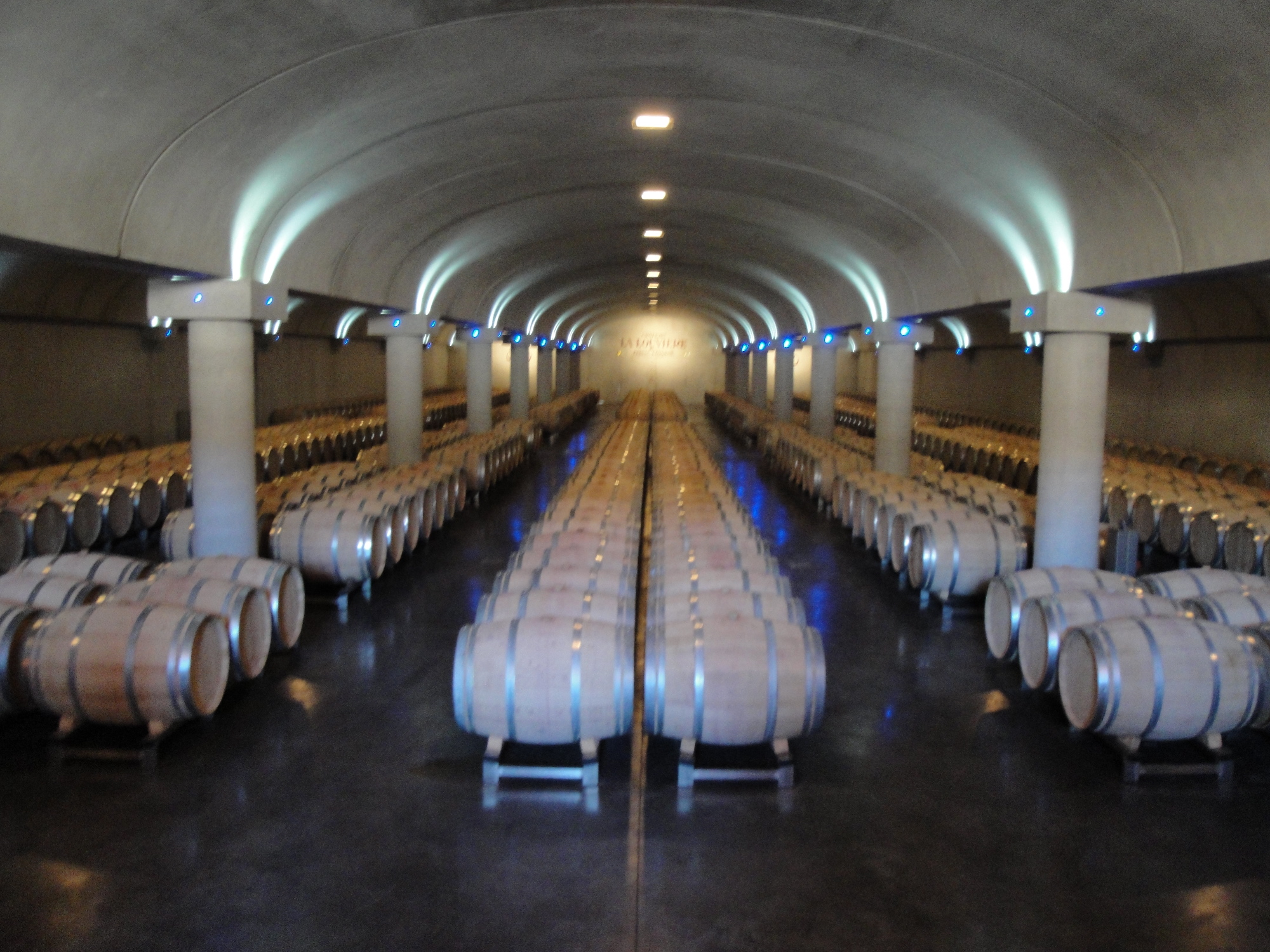
Le chai à barriques en 2011.
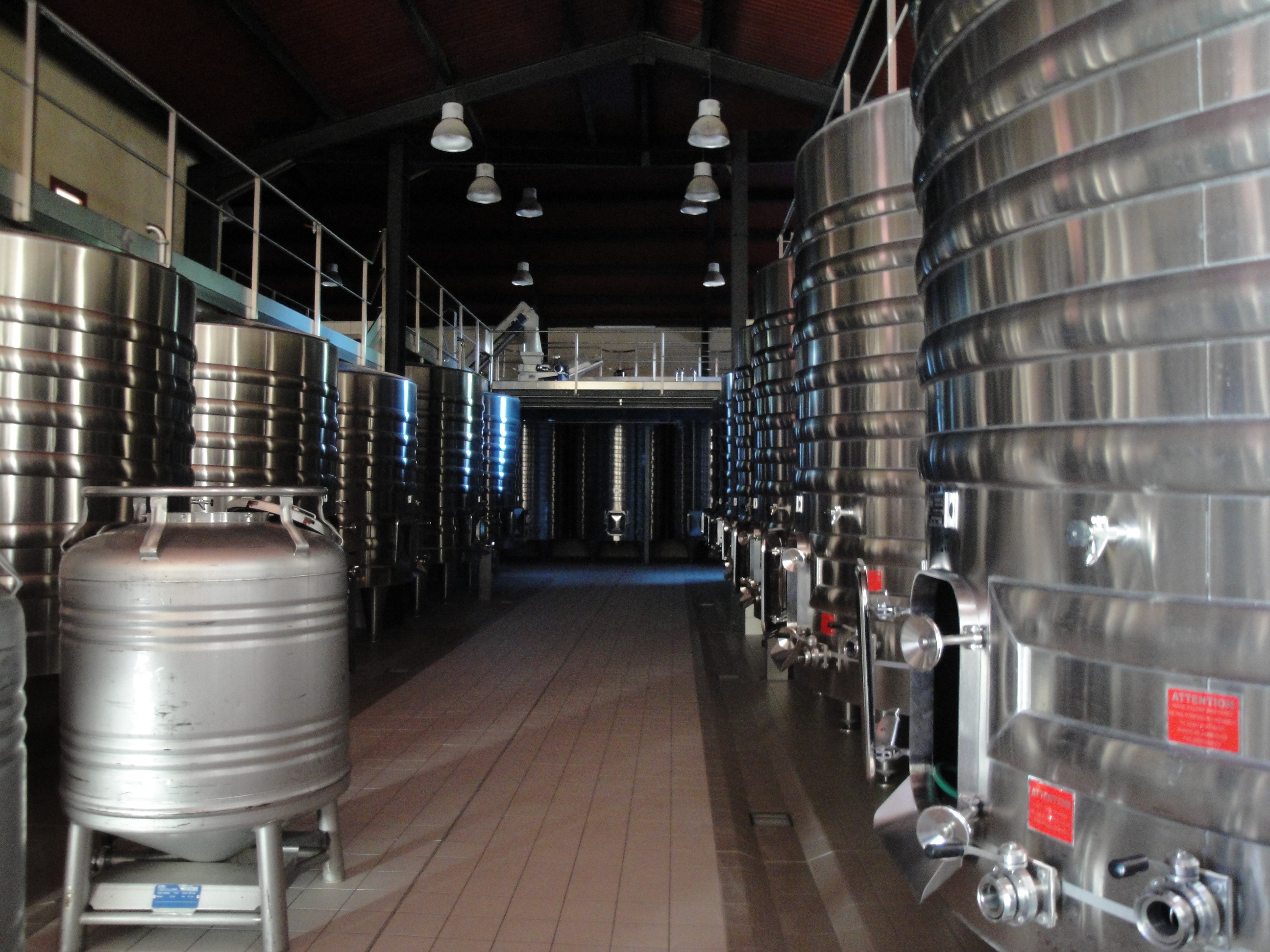
Le cuvier.